# Arrondissements d'Antananarivo
La commune urbaine d'Antananarivo (en malgache : Kaominina Ambonivohitra Antananarivo ou Kaominina Antananarivo-Renivohitra), municipalité la plus peuplée et capitale de Madagascar, est divisée en six arrondissements (boriboritany) qui constituent une forme de découpage administratif propre à la ville.
Outre Antananarivo, seule la commune urbaine de Nosy Be est également découpée en arrondissements.

## Description
La ville d'Antananarivo est divisée en six arrondissements (boriboritany) qui sont subdivisés en 192 quartiers (fokontany).
Contrairement à la plupart des villes malgaches situées dans un seul district, chacun des six arrondissements d'Antananarivo coïncide, depuis 2005, avec un district de Madagascar, mais ces derniers ne fonctionnent pas comme des « districts » à proprement parler. En effet, ils partagent un seul préfet de police et dépendent de l'administration municipale.

## Administration
Chaque arrondissement (boriboritany) est représenté par un délégué au maire. Il s'agit d'un poste représentatif aux pouvoirs très limités qui consiste essentiellement à conseiller le maire à propos des problèmes relatifs à un arrondissement en particulier, et à propos du budget. Le préfet de Police d'Antananarivo y est quant à lui représenté par un chef de District. Chaque arrondissement est dotée d'une mairie d'arrondissement (firaisana).

## Caractéristiques
| №   | Chef-lieu      | Superficie | Quartiers | Réf.  |
| --- | -------------- | ---------- | --- | ----- |
| I   | Analakely      | 8,92 km2   | - 1 Ambalavao-Isotry - 2 Ambatonakanga-Ambohitsorohitra - 3 Ambatovinaky - 4 Ambodifilao-Soarano II S - 5 Ampandrana-Ankadivato - 6 Amparibe-Avaratr’Imahamasina - 7 Ampasamadinika-Amboasarikely - 8 Anatihazo Isotry - 9 Andavamamba-Anatihazo I - 10 Andavamamba-Anatihazo II - 11 Andavamamba-Anjezika I - 12 Andavamamba-Anjezika II - 13 Andohatapenaka I - 14 Andohatapenaka II - 15 Andohatapenaka III - 16 Andranomanalina Afovoany - 17 Andranomanalina I - 18 Andranomanalina-Isotry - 19 Ankasina - 20 Antanimalalaka-Analakely - 21 Antetezana Fovoany I - 22 Antetezana Fovoany II - 23 Antohomadinika Afovoany III F - 24 Antohomadinika Atsimo - 25 Antohomadinika-Antaniavo - 26 Antohomadinika-FAAMI - 27 Antohomadinika III G Hangar - 28 Avaratetezana-Bekiraro - 29 Cité-Ambodin'Isotry - 30 Cité Ampefiloha - 31 Cité 67 ha Afovoany-Andrefana - 32 Cité 67 ha Atsimo - 33 Cité 67 ha Avaratra-Andrefana - 34 Cité 67 ha Avaratra-Atsinanana - 35 Lalamby sy ny Manodidina - 36 Faravohitra Ambony - 37 Faravohitra-Mandrosoa - 38 Isoraka-Ampatsakana-Ambalavao - 39 Tsaralalàna-Isotry FIATA - 40 Manarintsoa Afovoany - 41 Manarintsoa Anatihazo - 42 Manarintsoa Antsinanana - 43 Manarintsoa Isotry - 44 Ambondrona-Tsiazotafo | [ 1 ] |
| II  | Ambanidia      | 23,05 km2  | - 1 Ambohipo - 2 Ambolokandrina - 3 Androndrakely - 4 Morarano - 5 Tsiadana - 6 Ambohitsoa - 7 Faliarivo Ambanidia - 8 Mandroseza - 9 Antanimora Ampasanimalo - 10 Ambatoroka - 11 Ambohimiandra - 12 Miandrarivo - 13 Manakambahiny - 14 Mahazoarivo - 15 Andafiavaratra - 16 Manjakamiadana - 17 Ampamantanana - 18 Andohanimandroseza - 19 Antsahabe - 20 Volosarika - 21 Ambohipotsy - 22 Ambohitsiroa VN - 23 Ankazotokana Ambony - 24 Andohamandry | [ 2 ] |
| III | Antaninandro   | 6,83 km2   | - 1 Ambatomitsangana - 2 Antsakaviro Ambodirotra - 3 Ambodivona Ankadifotsy - 4 Ambohibary Antanimena - 5 Ambohitrakely - 6 Ampahibe - 7 Ampandrana ouest - 8 Ampandrana est - 9 Ampandrana Besarety - 10 Andranomahery Ankorondrano - 11 Andravoahangy Ouest - 12 Andravoahangy est - 13 Andravoahangy tsena - 14 Ankadifotsy Antanifotsy - 15 Ankaditapaka Nord - 16 Ankadivato II L - 17 Ankazomanga Andraharo - 18 Ankorondrano Ouest - 19 Ankorondrano est - 20 Antanimena - 21 Antaninandro Ampandrana - 22 Avaradoha - 23 Befeletanana Ankadifotsy - 24 Behoririka - 25 Behoririka Ambatomitsangan - 26 Behoririka Ankaditapaka - 27 Besarety - 28 Betongolo - 29 Mahavoky - 30 Mandialaza Amb/gana - 31 Mandialaza Ambodivona - 32 Mandialaza Ankadifotsy - 33 Soavinandriana - 34 Tsaramasay | [ 3 ] |
| IV  | Mahamasina     | 12,95 km2  | - 1 Ambanin’Ampamarinana - 2 Ampefiloha Ambodirano - 3 Ampangabe Anjanakinifolo - 4 Andavamamba Ambilanibe - 5 Ouest Ambohijanahary IIIG/IIIM - 6 Ouest Ambohijanahary IIIH/IIIO - 7 Ouest Ankadimbahoaka - 8 Ouest Mananjara - 9 Angarangarana - 10 Ankadilalana - 11 Ankaditoho Marohoho - 12 Ankazotoho Anosimahavelona - 13 Ambohibarikely - 14 Anosibe Ouest I - 15 Anosibe Ouest II - 16 Anosipatrana Ouest - 17 Anosipatrana Est - 18 Anosizato Est I - 19 Anosizato Est II - 20 Fiadanana III L - 21 Fiadanana III N - 22 Ilanivato Ampasika - 23 Ivolaniray - 24 Mahamasina Sud - 25 Mananjara - 26 Mandrangobato I - 27 Mandrangobato II - 28 Madera Namontana - 29 Soanierana III I - 30 Soanierana III J - 31 Tsarafaritra - 32 Tsimialonjafy | [ 4 ] |
| V   | Ambatomainty   | 23,05 km2  | - 1 Ambatobe - 2 Ambatokaranana - 3 Ambatomainty - 4 Ambatomaro - 5 Amboditsiry - 6 Ambodivoanjo - 7 Ambohidahy - 8 Ambohimirary - 9 Amboniloha - 10 Ampanotokana - 11 Analamahintsy cité - 12 Analamahintsy Tanàna - 13 Andraisoro - 14 Androhibe - 15 Anjanahary II A - 16 Anjanahary II N - 17 Anjanahary II O - 18 Anjanahary II S - 19 Ankadindramamy - 20 Ivandry - 21 Manjakaray II B - 22 Manjakaray II C - 23 Manjakaray II D - 24 Morarano - 25 Nanisana - 26 Soavimasoandro - 27 Tsarahonenana | [ 5 ] |
| VI  | Ambohimanarina | 16,77 km2  | - 1 Ambaravarankazo - 2 Ambatolampy - 3 Amboavahy - 4 Ambodihady - 5 Ambodimita - 6 Ambodivona - 7 Ambodivonkely - 8 Ambohidroa - 9 Ambohimanandray - 10 Ambohimandroso - 11 Ambohimiadana Atsimo - 12 Ambohimiadana Avaratra - 13 Ambohimitsinjo - 14 Amorona - 15 Ampandriambehivavy - 16 Ampefiloha Ankeniheny - 17 Andraharo - 18 Andranomena - 19 Anjanakimboro - 20 Ankazomanga Atsimo - 21 Anosisoa - 22 Anosivavaka - 23 Antanety Atsimo - 24 Antanety Avaratra - 25 Antanjombe Ambony - 26 Antanjombe Avaratra - 27 Antsararay - 28 Avaratanana - 29 Avaratetezana - 30 Betafo - 31 Anosibe Zaivola | [ 6 ] |

### Lumières externes
- Carte